# Yalnón
Yalnón (oder Campo Menonita Yalnón) ist ein im Jahr 1983 von Mennoniten gegründete Siedlung mit ca. 1500 Einwohnern im Norden des Bundesstaats Campeche auf der mexikanischen Halbinsel Yucatán.

## Lage und Klima
Yalnón liegt ca. 100 km (Fahrtstrecke) nordöstlich der Großstadt Campeche in einer Höhe von ca. 30 m. Das Klima ist oft schwülwarm; Regen (ca. 900–1000 mm/Jahr) fällt überwiegend im Sommerhalbjahr.

## Wirtschaft
Die Mennoniten betreiben eine selbstversorgende Landwirtschaft und Viehzucht nach traditionellen Vorbildern; auf den Einsatz von Maschinen und Fahrzeugen wird weitestgehend verzichtet, wenngleich man auch hier deren Nutzen für die Arbeitserleichterung in der Feldbearbeitung und im Haushalt erkannt hat. Als Transportmittel dienen Pferdefuhrwerke. Die Nutzung von Sonnen- und Windenergie sowie von Handys steht für viele nicht im Widerspruch zu den religiösen Überzeugungen.

## Geschichte
Der von der Außenwelt weitgehend isolierte Ort Yalnón wurde im Jahr 1983 von weniger als 100 Menschen gegründet. Parallel zur Rodung von Waldflächen und der Anlage von Feldern wurden Holzhäuser errichtet. Innerhalb der ersten zehn Jahre stieg die Zahl der Einwohner durch Zuwanderung auf etwa 700 an; inzwischen besteht die Gemeinde aus ca. 1500 Personen. Man spricht einen deutschen Dialekt, aber auch spanisch.

## Sehenswürdigkeiten
Die schlichte, kinderreiche und friedliebende mennonitische Lebensweise beeindruckt auch viele Mexikaner, die an Wochenenden den Ort und seine Menschen besuchen. Das ungefragte Fotografieren oder Filmen von Menschen wird jedoch nicht gerne gesehen.